# Quinceañera

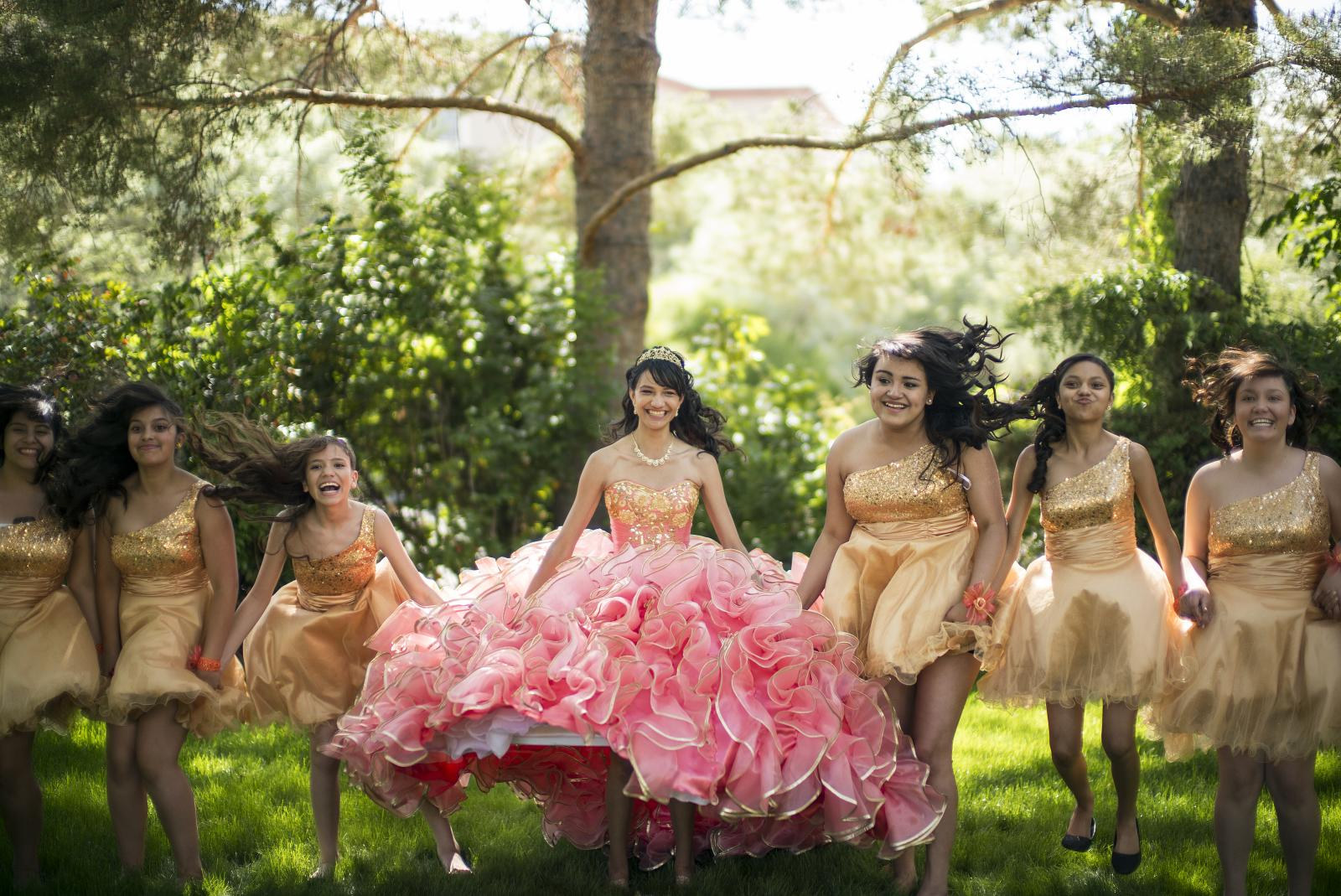
Solenizantka i damas

Quinceañera (z hiszp. quince – piętnaście i años – lata) – tradycyjna huczna uroczystość odbywająca się z okazji piętnastych urodzin dziewczyny, obchodzona w części państw latynoamerykańskich oraz wśród Latynosów w Stanach Zjednoczonych. Uroczystość ta symbolizuje wejście dziewczyny w dorosłość (w wielu rodzinach dopiero od tego momentu córka ma prawo umawiać się na randki, chodzić na tańce, nosić makijaż i buty na wysokich obcasach). Składa się z części religijnej, obejmującej mszę świętą, oraz świeckiego przyjęcia z tańcami i jedzeniem. Terminem quinceañera określa się także bohaterkę tego święta.

## Pochodzenie
Geneza uroczystości nie jest dokładnie poznana. Niektórzy badacze uważają, że quinceañera może wywodzić się z obrzędów Majów i Tolteków. W kulturach tych ludzie po ukończeniu piętnastego roku życia przechodzili obrzędy inicjacyjne wprowadzające w świat dorosłych.  Zwyczaj ten miałby ulec silnym wpływom religii chrześcijańskiej i przekształcać się stopniowo w dzisiejszą quinceañera. Według innej teorii związki tego święta z kulturą dworską miałyby wskazywać na to, że ukształtowało się ono pod wpływem XVII-wiecznej kultury francuskiej.
Początkowo quinceañera składała się głównie z elementów religijnych – odmówienia różańca i innych modlitw. W kształcie przypominającym dzisiejszy ukształtowała się dopiero w latach 40. XX wieku. W tym okresie obchodzona była głównie w rodzinach znaczących i zamożnych – kupców, ziemian, prawników itp. Quinceañera spopularyzowała się w pozostałych warstwach społecznych od lat 60. XX wieku.

## Przebieg uroczystości

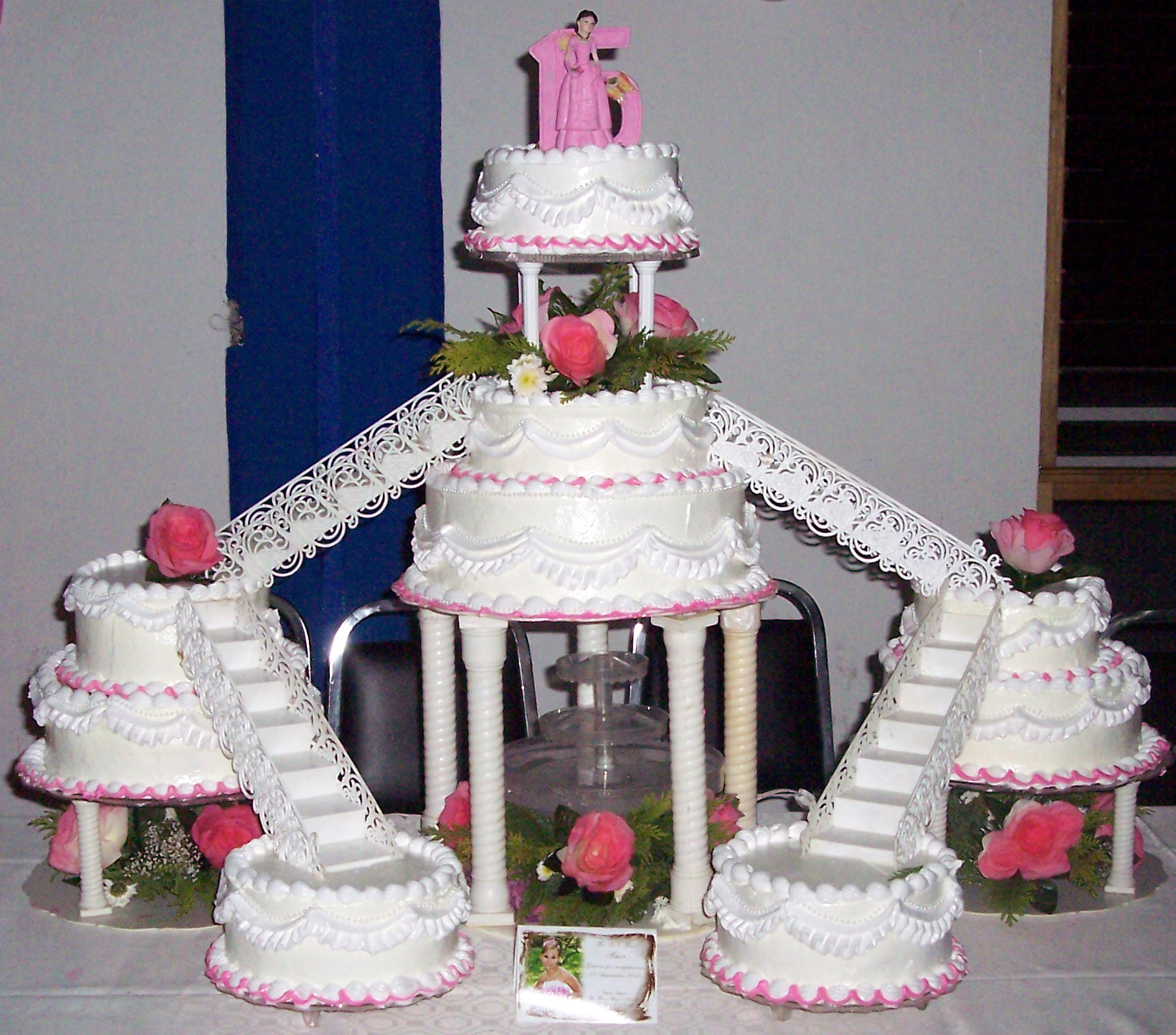
Tort z okazji quinceañera

Quinceañera jest uroczystością bardzo huczną i kosztowną (może kosztować nawet tyle, co wesele), a jej przygotowanie może trwać kilka miesięcy. W kosztach partycypują rodzice chrzestni jubilatki.
Podczas uroczystości jubilatka ubrana jest w elegancką, bardzo ozdobną suknię, przypominającą suknię ślubną (suknia ta ma symbolizować jej pierwsze dorosłe ubranie), najczęściej białą lub np. różową czy błękitną (delikatne kolory mają wskazywać na niewinność dziewczyny), na głowie nosi diadem (mający symbolizować poświęcenie dziewczyny dla królestwa Bożego na ziemi), ma na sobie także biżuterię podarowaną przez rodziców chrzestnych, a w rękach trzyma bukiet kwiatów.
Quinceañera rozpoczyna się od katolickiej mszy świętej (lub nabożeństwa protestanckiego), w której uczestniczą rodzice dziewczyny, jej rodzice chrzestni, członkowie dalszej rodziny i przyjaciele. Jubilatka odprowadzana jest do kościoła przez czternaście dziewcząt (damas), reprezentujących lata życia dziewczyny; towarzyszy im czternastu chłopców (chambelanes). Jubilatkę eskortuje wybrany chłopiec, nazywany chambelán de honor. W czasie mszy świętej piętnastolatka dokonuje wyznania wiary oraz odmawia modlitwę, w której prosi o wsparcie Boga w dalszym życiu oraz o to, aby Maryja była dla niej wzorem. Podczas kazania ksiądz często odwołuje się do wartości rodzinnych.
Podczas uroczystości jubilatka otrzymuje prezenty. Starsza krewna (np. ciotka lub siostra), nazywana madrina de medalla, wręcza jej medalik (często z wizerunkiem Matki Bożej z Guadalupe), medalik ten jest święcony podczas mszy świętej. Inna krewna, madrina de anillo, podarowuje piętnastolatce obrączkę, symbolizującą jej łączność ze społecznością i Bogiem. Jubilatka może też otrzymywać krzyż, kwiaty, książki religijne, naszyjnik itp.. Otrzymane kwiaty dziewczyna składa pod figurą Matki Bożej. Ponadto w czasie quinceañera dziewczyna otrzymuje lalkę, którą kołysze jak dziecko, co ma symbolizować jej gotowość do macierzyństwa (zwyczaj ten nazywa się entrega de la última múñeca) oraz wymienia otrzymane z okazji pierwszej komunii różaniec i książeczkę do nabożeństwa na nowe, dorosłe.
Quinceañera obejmuje również przyjęcie. Rozpoczyna się ono od walca, którego jubilatka tańczy najpierw ze swoim ojcem, a następnie z chłopcem, chambelán de honor. Podczas przyjęcia może odbyć się również oficjalne założenie przez jubilatkę jej pierwszych butów na wysokim obcasie (w wielu rodzinach córki nie mogą się malować i nosić butów na wysokim obcasie aż do tej uroczystości) oraz rzucenie lalki w grono dziewcząt, co ma symbolizować rozstanie z dzieciństwem. Młodzież może także zaprezentować opracowane układy choreograficzne. Przyjęcie może być również tematyczne, poświęcone jednemu motywowi (np. baśni o Kopciuszku).

## Kontrowersje
Quinceañera spotyka się z wieloma opiniami krytycznymi – według niektórych z nich uroczystość ta akcentuje seksualną gotowość dziewczyny i podkreśla stereotyp Latynosek jako kobiet rozwiązłych erotycznie. Pojawiają się też głosy mówiące o tym, że quinceañera opiera się w dużej mierze na akcentowaniu zależności dziewczyny od rodziny i Kościoła (przy braku analogicznych oczekiwań wobec chłopców). Wskazuje się również na to, że koszty tej uroczystości stanowią znaczne obciążenie finansowe dla rodzin niezamożnych. Ponadto niektórzy przedstawiciele Kościoła katolickiego obawiają się tego, że podobieństwo wielu rytuałów quinceañera do tradycji weselnych może sprawiać wrażenie, że uroczystość jest formą zezwolenia i zachęty dla dziewcząt do rozpoczęcia współżycia seksualnego; stąd namawia się jubilatki do rezygnacji z wszelkich elementów kojarzących się z elementami weselnymi i zachęca je do jak najsilniejszego akcentowania religijnej warstwy uroczystości.
Wymienia się także pozytywne skutki uroczystości – wskazuje się na jej rolę w zacieśnianiu więzi rodzinnych i przyjacielskich oraz w budowaniu kulturowej odrębności Latynosów. Według innych opinii z kolei, quinceañera stanowi ważny element łączący współczesnych młodych Latynosów ze źródłami ich kultury. Niektórzy teologowie twierdzą również, że święto, należące do religijności ludowej, jest przejawem religijności w codziennym życiu, charakterystycznym dla wiary Latynosów.

## Wpływ i nawiązania
- Quinceañera występuje jako motyw w wielu książkach, m.in. Estrella's Quinceañera Malín Alegría oraz Cuba 15 Nancy Osa.
- W 2007 roku opublikowano zbiór opowiadań latynoskich autorów pt. Fifteen Candles: 15 Tales of Taffeta, Hairspray, Drunk Uncles, and Other Quinceanera Stories; ich motywem przewodnim jest uroczystość quinceañera.
- Uroczystość była istotnym motywem w filmach: Piętnastolatka Richarda Glatzera i Washa Westmorelanda oraz Dirty Laundry Cristiny Ibarra.
- Quinceañera pojawiała się również w przedstawieniach teatralnych i musicalach.
- Popularność zyskuje święto cincuentañera, stanowiące odpowiednik quinceañera, obchodzone przez kobiety kończące 50 lat i podsumowujące swoje życiowe osiągnięcia[13].
- Jest tematem 20. odcinka pierwszego sezonu serialu Czarodzieje z Waverly Place.